# Вікові ігри
Вікові́ І́гри (лат. Ludi saeculares) — ігри, що відбувалися в Римі раз на сто років. Складалися з очисних жертв, які приносились уночі підземним божествам — Діспатерові та Прозерпіні. За Авґуста складали жертви Юпітерові, Юноні, Аполлонові й Діані. Вікові ігри тривали три дні й три ночі, на третій день дитячий хор співав гімн, слова до якого написав Горацій.